# Morti nel 1986/Giugno
| Questa pagina contiene informazioni ricavate automaticamente dalle voci biografiche con l'ausilio del template Bio e di un bot. L'aggiornamento è periodico e automatico e ricostruisce completamente la pagina. Se manca una persona in questa lista, sei pregato di non aggiungerla, ma accertati piuttosto che la sua voce biografica contenga il template Bio e che i dati anagrafici siano correttamente compilati. Se il template Bio manca, inseriscilo tu stesso o, in alternativa, metti l'avviso {{tmp\|Bio}} che ne segnala la mancanza. Se i dati riportati sono sbagliati, correggi direttamente la voce biografica; le modifiche saranno visibili in questa lista entro pochi giorni. Per chiarimenti vedi il progetto biografie. La lista contiene solo le 88 persone che sono citate nell'enciclopedia e per le quali è stato implementato correttamente il template Bio. Pagina aggiornata al 3 mar 2024. |

- 1º giugno - Jo Gartner, pilota automobilistico austriaco (n. 1954)
- 1º giugno - Neelam Sanjiva Reddy, politico indiano (n. 1913)
- 2 giugno - Lya Lys, attrice tedesca (n. 1908)
- 2 giugno - Anna Nicolosi Grasso, politica italiana (n. 1913)
- 3 giugno - Robert La Tourneaux, attore e modello statunitense (n. 1940)
- 3 giugno - Anna Neagle, attrice britannica (n. 1904)
- 4 giugno - Gastone Canziani, psichiatra e psicologo italiano (n. 1904)
- 4 giugno - Helen Gardner, critica letteraria britannica (n. 1908)
- 4 giugno - Umberto Marzocchi, antifascista e anarchico italiano (n. 1900)
- 4 giugno - Paul Stevens, attore cinematografico e attore televisivo statunitense (n. 1921)
- 5 giugno - John Bevan, rugbista a 15 e allenatore di rugby a 15 gallese (n. 1948)
- 5 giugno - Bryan Grant, tennista statunitense (n. 1910)
- 5 giugno - Helmut Grunsky, crittografo e matematico tedesco (n. 1904)
- 5 giugno - Lílian Lemmertz, attrice brasiliana (n. 1937)
- 5 giugno - Henri Michel, storico francese (n. 1907)
- 6 giugno - Joseph Fischer, calciatore lussemburghese (n. 1909)
- 6 giugno - Amedeo Ruggiero, pittore italiano (n. 1912)
- 6 giugno - Johnnie Tolan, pilota automobilistico statunitense (n. 1917)
- 7 giugno - James Fifer, canottiere statunitense (n. 1930)
- 8 giugno - Elsa Gidlow, poetessa, giornalista e attivista britannica (n. 1898)
- 8 giugno - Stanislas Lyonnet, presbitero e teologo francese (n. 1902)
- 8 giugno - Cèlia Suñol i Pla, scrittrice spagnola (n. 1899)
- 9 giugno - Arnaldo Benfenati, pistard e ciclista su strada italiano (n. 1924)
- 9 giugno - Pietro Porcinai, architetto del paesaggio italiano (n. 1910)
- 9 giugno - Fernanda Romagnoli, poetessa italiana (n. 1916)
- 9 giugno - Mihály Tulipán, calciatore ungherese (n. 1955)
- 10 giugno - Samuel Zauber, calciatore rumeno (n. 1901)
- 11 giugno - Chesley Bonestell, artista, pittore e illustratore statunitense (n. 1888)
- 11 giugno - Marcantonio Bragadin, ammiraglio, saggista e sceneggiatore italiano (n. 1906)
- 11 giugno - Frank Cousins, sindacalista britannica (n. 1904)
- 12 giugno - Lino Spagnoli, imprenditore, pilota motonautico e dirigente sportivo italiano (n. 1927)
- 12 giugno - Carlo Vivarelli, designer svizzero (n. 1919)
- 13 giugno - Benny Goodman, clarinettista e compositore statunitense (n. 1909)
- 13 giugno - Dean Reed, attore e cantante statunitense (n. 1938)
- 14 giugno - Tony Barlocco, attore teatrale italiano (n. 1930)
- 14 giugno - Jaap Boot, lunghista e velocista olandese (n. 1903)
- 14 giugno - Jorge Luis Borges, scrittore, poeta e saggista argentino (n. 1899)
- 14 giugno - Vladimir Ivanov Georgiev, linguista e filologo bulgaro (n. 1908)
- 14 giugno - Alan Jay Lerner, paroliere e sceneggiatore statunitense (n. 1918)
- 14 giugno - Giorgio Pellini, schermidore italiano (n. 1923)
- 14 giugno - Marlin Perkins, zoologo e conduttore televisivo statunitense (n. 1905)
- 14 giugno - Settimio Simonini, ciclista su strada italiano (n. 1913)
- 14 giugno - Anthony Spilotro, mafioso statunitense (n. 1938)
- 14 giugno - Michael Spilotro, mafioso statunitense (n. 1944)
- 16 giugno - Joginder Sen, principe, politico e diplomatico indiano (n. 1904)
- 16 giugno - Maurice Duruflé, compositore e organista francese (n. 1902)
- 16 giugno - Diana Manners, nobildonna e attrice inglese (n. 1892)
- 17 giugno - Leonardo Borgese, pittore, illustratore e critico d'arte italiano (n. 1904)
- 17 giugno - Felipe Rosas, calciatore messicano (n. 1910)
- 17 giugno - Kate Smith, cantante e contralto statunitense (n. 1907)
- 17 giugno - Domingo Zaldúa, calciatore spagnolo (n. 1903)
- 18 giugno - Massimo Mazzetto, cestista italiano (n. 1965)
- 18 giugno - Joan Oliver i Sallarès, poeta, drammaturgo e giornalista spagnolo (n. 1899)
- 19 giugno - Len Bias, cestista statunitense (n. 1963)
- 19 giugno - Coluche, attore e comico francese (n. 1944)
- 20 giugno - Aimé Deolet, ciclista su strada belga (n. 1906)
- 20 giugno - Béla Szepes, giavellottista, fondista e combinatista nordico ungherese (n. 1903)
- 21 giugno - Fosco Corti, direttore di coro, compositore e organista italiano (n. 1935)
- 22 giugno - Mary Anderson, attrice statunitense (n. 1897)
- 22 giugno - Fausto Melotti, scultore, pittore e musicista italiano (n. 1901)
- 22 giugno - Marcello Tofani, partigiano italiano (n. 1923)
- 23 giugno - Hobbes Dino Cecchini, commediografo, giornalista e regista italiano (n. 1906)
- 23 giugno - Moses Israel Finley, storico e etnologo statunitense (n. 1912)
- 23 giugno - Jerzy Putrament, scrittore e poeta polacco (n. 1910)
- 23 giugno - Nigel Stock, attore britannico (n. 1919)
- 24 giugno - Mika Antić, poeta, sceneggiatore e regista cinematografico jugoslavo (n. 1932)
- 24 giugno - Ettore Bonelli, violinista e compositore italiano (n. 1900)
- 24 giugno - Lodovico Rocca, compositore italiano (n. 1895)
- 24 giugno - Rex Warner, scrittore e traduttore britannico (n. 1905)
- 25 giugno - Michele Mastromarino, ginnasta italiano (n. 1894)
- 25 giugno - Reinhold Münzenberg, dirigente sportivo, allenatore di calcio e calciatore tedesco (n. 1909)
- 25 giugno - Luigi Rognoni, musicologo, critico musicale e regista teatrale italiano (n. 1913)
- 26 giugno - Kunio Maekawa, architetto giapponese (n. 1905)
- 26 giugno - Cesare Pascoletti, ingegnere italiano (n. 1898)
- 27 giugno - Edna Mae Cooper, attrice statunitense (n. 1900)
- 27 giugno - Don Rogers, giocatore di football americano statunitense (n. 1962)
- 28 giugno - Ferdinando Prat, partigiano, politico e educatore italiano (n. 1916)
- 29 giugno - Bruno Bianchi, sindacalista e politico italiano (n. 1909)
- 29 giugno - Jack Christiansen, giocatore di football americano e allenatore di football americano statunitense (n. 1928)
- 29 giugno - Robert Drivas, attore e regista teatrale statunitense (n. 1938)
- 29 giugno - Carlo Maria Franzero, scrittore e giornalista italiano (n. 1892)
- 29 giugno - Dusolina Giannini, soprano statunitense (n. 1902)
- 29 giugno - Dino Limoni, politico italiano (n. 1912)
- 30 giugno - Fernando Ansola, calciatore spagnolo (n. 1940)
- 30 giugno - Margalo Gillmore, attrice britannica (n. 1897)
- 30 giugno - László Lékai, cardinale e arcivescovo cattolico ungherese (n. 1910)
- 30 giugno - Jean Raine, poeta, pittore e scrittore belga (n. 1927)
- 30 giugno - Ernst Sabeditsch, calciatore austriaco (n. 1920)